# Oliarus koae
Oliarus koae är en insektsart som beskrevs av Giffard 1925. Oliarus koae ingår i släktet Oliarus och familjen kilstritar. Inga underarter finns listade i Catalogue of Life.